# Parachromis friedrichsthalii
Parachromis friedrichsthalii är en fiskart som först beskrevs av Heckel, 1840.  Parachromis friedrichsthalii ingår i släktet Parachromis och familjen Cichlidae. IUCN kategoriserar arten globalt som livskraftig. Inga underarter finns listade i Catalogue of Life.